# Sedací kost
Sedací kost (latinsky: os ischii) je masivní kost v lidském těle tvořící dolní okraj pánevní kosti. Na jedné straně je spojená se stydkou kostí a na druhé s kyčelní kostí. V horní části kosti se nachází osten. Společně s dalšími kostmi vytváří pánevní pletenec.

## Zlomeniny sedací kosti
Zlomeniny sedací kosti se, dle závažnosti, léčí konzervativně nebo chirurgicky pomocí zevní fixace nebo vnitřní fixace. Diagnóza zlomeniny je hlavně radiologická.